# Israël op de Olympische Zomerspelen 1988
Israël nam deel aan de Olympische Zomerspelen 1988 in Seoel, Zuid-Korea. 

## Deelnemers en resultaten

### Boksen
| Olympiër            | Onderdeel | Resultaat | Prestatie |
| ------------------- | --------- | --------- | --- |
| Yehuda Ben Haim     | -48kg (m) | 17e       | 1ste ronde: vrij 2de ronde: V van ESA Martinez |
| Ya'acov Shmuel      | -57kg (m) | 5e        | 1ste ronde: vrij 2de ronde: W van SUD Mirona: scheidsrechterlijke beslissing 3de ronde: W van COK Pittman: 5-0 kwartfinale: V van ITA Parisi: 0-5 |
| Aharon Jacobashvili | -57kg (m) | 5e        | 1ste ronde: V van FRG Ottke: 0-5 |

### Gymnastiek
| Olympiër           | Onderdeel                | Resultaat | Prestatie                            |
| Ritmisch           | Ritmisch                 | Ritmisch  | Ritmisch                             |
| ------------------ | ------------------------ | --------- | ------------------------------------ |
| Shulamit Goldstein | individueel (v)          | 35e       | kwalificatie: 35ste met 36,50 punten |
| Rakefet Remigolski | individueel (v)          | 37e       | kwalificatie: 37ste met 36,45 punten |
| Turnen             |                          |           |                                      |
| Revital Sharon     | individuele meerkamp (v) | 77e       |                                      |

### Schietsport
| Olympiër       | Onderdeel                  | Resultaat | Prestatie                  |
| -------------- | -------------------------- | --------- | -------------------------- |
| Eduard Papirov | 10m luchtgeweer (m)        | 34e       | 581 punten                 |
| Itzhak Yonassi | 10m luchtgeweer (m)        | 29e       | 583 punten                 |
| Eduard Papirov | 50m geweer 3 houdingen (m) | 21e       | 1165 punten: (399-378-388) |
| Itzhak Yonassi | 50m geweer 3 houdingen (m) | 43e       | 1152 punten: (395-374-383) |
| Eduard Papirov | 50m geweer liggend (m)     | 24e       | 594 punten                 |
| Itzhak Yonassi | 50m geweer liggend (m)     | 51e       | 584 punten                 |

### Tennis
| Olympiër                  | Onderdeel      | Resultaat | Prestatie |
| ------------------------- | -------------- | --------- | --- |
| Gilad Bloom               | enkelspel (m)  | 33e       | 1ste ronde: V van GBR Bates: 6-4, 4-6, 6-2, 2-6, 7-9                                                                                   |
| Amos Mansdorf             | enkelspel (m)  | 9e        | 1ste ronde: W van KOR Yoo: 6-2, 6-4, 7-5 2de ronde: W van NZL Evernden: 6-4, 3-6, 6-1, 7-5 3de ronde: V van USA Mayotte: 4-6, 2-6, 4-6 |
| Shahar Perkiss            | enkelspel (m)  | 33e       | 1ste ronde: V van ARG Frana: 2-6, 6-4, 4-6, 4-6                                                                                        |
| Gilad Bloom Amos Mansdorf | dubbelspel (m) | 9e        | 1ste ronde: W van IRL Casey/Collins: 6-2, 7-6(3), 4-6, 7-5 2de ronde: V van DEN Christensen/Tauson: 5-7, 3-6, 2-6                      |
|                           |                |           | |
| Ilana Berger              | enkelspel (v)  | 33e       | 1ste ronde: V van CAN Hetherington: 4-6, 1-6                                                                                           |

### Worstelen
| Olympiër        | Onderdeel      | Resultaat      | Prestatie                                                                             |
| Grieks-Romeins  | Grieks-Romeins | Grieks-Romeins | Grieks-Romeins                                                                        |
| --------------- | -------------- | -------------- | ------------------------------------------------------------------------------------- |
| Dov Grobermann  | -48kg (m)      | 9e             | groep B: 5de W van YAR Al-Izani: 4-0 V van POL Głąb: 1-3 V van URS Allahverdiyev: 1-3 |
| Even Bernshtein | -90kg (m)      | 11e            | groep A: 6de W van EGY Ibrahim: 3-1 V van FRA Court: 0-3 V van AUT Pitschmann: 0-3    |

### Zeilen
| Olympiër                    | Onderdeel | Resultaat | Prestatie                              |
| --------------------------- | --------- | --------- | -------------------------------------- |
| Dan Torten Ram-Jacob Torten | 470 (m)   | 18e       | 135,2 punten: (9-DNF-14-3-YMP-DNS-DNS) |
|                             |           |           |                                        |
| Yoel Sela Eldad Amir        | 470 (m)   | 4e        | 59,7 punten: (6-DNS-4-1-1-9)           |

### Zwemmen
| Olympiër      | Onderdeel           | Resultaat | Prestatie                |
| ------------- | ------------------- | --------- | ------------------------ |
| Eyal Shtigman | 100m schoolslag (m) | 42e       | serie 5: 8ste in 1.05,92 |
| Eyal Shtigman | 200m schoolslag (m) | 37e       | serie 3: 7de in 2.25,18  |

Afghanistan · Algerije · Amerikaanse Maagdeneilanden · Amerikaans-Samoa · Andorra · Angola · Antigua en Barbuda · Argentinië · Aruba · Australië · Bahama’s · Bahrein · Bangladesh · Barbados · België · Belize · Benin · Bermuda · Bhutan · Birma · Bolivia · Bondsrepubliek Duitsland · Botswana · Brazilië · Britse Maagdeneilanden · Brunei · Bulgarije · Burkina Faso · Canada · Centraal-Afrikaanse Republiek · Chili · China · Chinees Taipei · Colombia · Congo-Brazzaville · Cookeilanden · Costa Rica · Cyprus · Denemarken · Djibouti · Dominicaanse Republiek · Duitse Democratische Republiek · Ecuador · Egypte · El Salvador · Equatoriaal-Guinea · Fiji · Filipijnen · Finland · Frankrijk · Gabon · Gambia · Ghana · Grenada · Griekenland · Groot-Brittannië · Guam · Guatemala · Guinee · Guyana · Haïti · Honduras · Hongarije · Hongkong · Ierland · IJsland · India · Indonesië · Irak · Iran · Israël · Italië · Ivoorkust · Jamaica · Japan · Joegoslavië · Jordanië · Kaaimaneilanden · Kameroen · Kenia · Koeweit · Laos · Lesotho · Libanon · Liberia · Libië · Liechtenstein · Luxemburg · Malawi · Malediven · Maleisië · Mali · Malta · Marokko · Mauritanië · Mauritius · Mexico · Monaco · Mongolië · Mozambique · Nederland · Nederlandse Antillen · Nepal · Nieuw-Zeeland · Niger · Nigeria · Noord-Jemen · Noorwegen · Oeganda · Oman · Oostenrijk · Pakistan · Panama · Papoea-Nieuw-Guinea · Paraguay · Peru · Polen · Portugal · Puerto Rico · Qatar · Roemenië · Rwanda · Saint Vincent en de Grenadines · Salomonseilanden · Samoa · San Marino · Saoedi-Arabië · Senegal · Sierra Leone · Singapore · Soedan · Somalië · Sovjet-Unie · Spanje · Sri Lanka · Suriname · Swaziland · Syrië · Tanzania · Thailand · Togo · Tonga · Trinidad en Tobago · Tsjaad · Tsjecho-Slowakije · Tunesië · Turkije · Uruguay · Vanuatu · Venezuela · Verenigde Arabische Emiraten · Verenigde Staten · Vietnam · Zaïre · Zambia · Zimbabwe · Zuid-Jemen · Zuid-Korea · Zweden · Zwitserland